# 第七世班禪額爾德尼
敦貝尼瑪（藏語：གྤལ་ལྡན་བསྟན་པའི་ཉི་མ་，威利转写：Gpal-ldan Bstan-pa'i Nyi-ma，藏语拼音：Baidan Dainbai Nyima；1782年—1853年），第七世班禅喇嘛。又译丹白尼玛、丹贝尼玛，後藏萨南木吉雄人，1782年出生，1853年逝世，年72岁。法名全称罗桑巴丹敦貝尼瑪却勒朗结巴桑布。
父亲巴丹顿珠，自幼聪慧灵异，被乾隆帝指定为班禅。1784年，迎至扎什伦布寺坐床，第八世达赖喇嘛为他授比丘戒，延请个格等为容尊师，传授经典，勤修显密经典。1791年，廓尔喀人入侵后藏，他迁往前藏。第二年，清朝驱逐廓尔喀，他返回扎什伦布寺。和福康安议定《藏内善后章程》。1842年，捐资平定森巴、拉达克之乱。道光帝赐他宣化绥疆四字，以彰其功。1844年，第十一世达赖喇嘛年幼，摄政策墨林呼图克图失职，奉命赴拉萨摄行藏事。1845年，受赐金册金印。1846年，为第十一世达赖喇嘛授沙弥戒，辞去摄政职位，退居扎什伦布寺。其徒众甚多。